# Zoraida di Granata
Versions successives
- 7 janvier 1824, Rome, Teatro Argentina, livret révisé par Jacopo Ferretti

Personnages
- Almuzir (ténor)
- Almanzor (basse)
- Zoraida (soprano)
- Abenamet (contralto)
- Ines (mezzo-soprano)
- Ali Zegri (basse)

Airs
- « Là, nel tempio » (Almuzir, Abenamet) (Acte I,Scène 3)
- « Rose, che un dì spiegaste » (Zoraida) (Acte I,Scène 3)

Zoraida di Granata (Zoraïde de Grenade) est un opera seria (melodramma eroico) en 2 actes, musique de Gaetano Donizetti, sur un livret de Bartolomeo Merelli, représenté pour la première fois le 28 janvier 1822 au Teatro Argentina de Rome. Premier véritable triomphe du compositeur, il marque un tournant de sa carrière. Une nouvelle version, sur un livret révisé par Jacopo Ferretti, fut donnée dans le même théâtre le 7 janvier 1824.

## Histoire
Au printemps de 1821, Donizetti était entré en négociations avec l'impresario du Teatro Argentina de Rome, Giovanni Paterni, au sujet de la composition d'un nouvel opéra. On ignore comment ces discussions avaient été engagées : William Ashbrook suppose que Paterni s'était d'abord adressé à Simon Mayr qui avait décliné et orienté l'impresario vers son élève. Dès le mois de juin, Donizetti avait en main un projet de contrat et avait déjà demandé à Merelli d'écrire son livret, mais le sujet n'avait pas encore été choisi car le compositeur voulait savoir si les chanteurs dont il disposerait seraient mieux adaptés au répertoire sérieux ou comique. En définitive, le choix se fixa sur un sujet tiré du roman poétique de Jean-Pierre Claris de Florian Gonzalve de Cordoue, ou Grenade reconquise (1791), dont Luigi Romanelli avait tiré le livret d’Abenamet e Zoraide (Milan, 1805) de Giuseppe Nicolini, et qui avait également inspiré Les Abencérages, ou L'Étendard de Grenade (1813) de Luigi Cherubini. Felice Romani en tirera également le livret de L'esule di Granata de Giacomo Meyerbeer, créé le 12 mars 1822 à la Scala de Milan.
Le 7 août, Donizetti avait appris que son opéra n'ouvrirait pas la saison mais serait présenté en second, et craignait qu'il ne soit monté à l'économie tout en se plaignant de la paresse de Merelli. L'essentiel de la partition avait été composé le 1er octobre lorsque le compositeur quitta Bergame pour Rome, muni d'une lettre d'introduction adressée par Mayr au librettiste Jacopo Ferretti, mais il se réservait de procéder à des ajustements une fois qu'il aurait pu se rendre compte des capacités des chanteurs.
Les représentations de Cesare in Egitto de Giovanni Pacini, qui avait fait l'ouverture du Teatro Argentina, furent interrompues vers la mi-janvier 1822 par un accident tragique : le second ténor, Amerigo Sbigoli, se rompit un anévrisme dans la gorge en s'efforçant de rivaliser avec la voix puissante de Domenico Donzelli dans un passage où les deux chanteurs se répondent, et mourut en quelques jours. Sa disparition était source d'un sérieux problème pour Donizetti qui avait écrit le rôle d'Abenamet pour un second ténor et qui dut en catastrophe le transposer pour contralto, au bénéfice d'une cantatrice nommée Adelaide Mazzanti. Cette révision dut être conduite dans un délai si bref que le compositeur fut contraint de sacrifier trois numéros de la partition.
La première représentation de Zoraida di Granata, ainsi révisé, eut lieu le 28 janvier 1822. Elle bénéficiait de la présence de deux chanteurs importants : Maria Ester Mombelli dans le rôle de Zoraida et Domenico Donzelli dans celui d'Almuzir. Le drame de la mort de Sbigoli avait en outre prévenu le public en faveur du jeune compositeur, et l'attente était d'autant plus grande que les autres créations de la saison avaient été froidement accueillies. L'ouvrage de Donizetti fut très chaleureusement reçu. Le critique Abate Celli, écrivant dans l'hebdomadaire romain Notizie del giorno du 31 janvier qualifie le compositeur de « nouvel espoir » de l'opéra italien, mentionne les applaudissements qui ont salué chaque numéro, précisant qu'ils auraient été encore plus chaleureux si le public avait pu entendre les trois qui avaient dû être retranchés et conclut : « Toutes les pensées se tournaient vers le jeune compositeur, pour l'engager à ne pas s'éloigner du chemin qu'il a choisi d'emprunter ni du beau style qui lui fait honneur. » Le 30 janvier, à l'issue de la troisième représentation, Donizetti et Donzelli reçurent l'honneur suprême de la « promenade aux flambeaux » : ils furent conduits à la lueur des torches et au son d'une fanfare militaire, à un festin préparé en leur honneur. « Je me bornerai à dire que le résultat a été felicissimo », écrivit Donizetti à Mayr.
Dès la fin de l'année 1822, Donizetti était de retour à Rome et signait un nouveau contrat avec Paterni pour une révision de Zoraida di Granata sur un livret remanié par Jacopo Ferretti. Ayant, dans l'intervalle, séjourné à Naples où il donnait Alfredo il grande, Donizetti se mit au travail à son retour à Rome en octobre 1823. Il fut étonné de l'ampleur des changements que Ferretti avait apportés au livret original de Merelli. De ce fait, la révision l'occupa au moins jusqu'au 10 novembre, date à laquelle il envoya le rondo final à la contralto Benedetta Pisaroni pour approbation.
La nouvelle version de Zoraida di Granata fut donnée au Teatro Argentina le 7 janvier 1824. Malgré une meilleure distribution que celle de la création, et en dépit des nouveaux numéros, l'accueil en fut beaucoup moins enthousiaste. Stendhal jugea l'œuvre assommante : « Donizetti (de Bergame, élève de Mayer), dont les Romains étaient fous il y a deux ans, et qu'ils accompagnaient chez lui le soir de la première représentation de Zoraïda di Granada, avec des torches et des cris d'admiration, nous a ennuyés mortellement, le 7 de ce mois, avec cette même Zoraïde, fortifiée de quatre morceaux nouveaux. » Un seul numéro, le duo entre Pisaroni et Donzelli, fut longuement applaudi. Néanmoins, l'opéra tint l'affiche jusqu'au 7 février. Il fut repris l'année suivante à Lisbonne.

## Distribution
| Rôle      | Type de voix  | Interprètes le 28 janvier 1822 | Interprètes le 7 janvier 1824 |
| --------- | ------------- | ------------------------------ | ----------------------------- |
| Almuzir   | ténor         | Domenico Donzelli              | Domenico Donzelli             |
| Almanzor  | basse         | Gaetano Rambaldi               | Giacomo Galassi               |
| Zoraida   | soprano       | Maria Ester Mombelli           | Luigia Boccadabati            |
| Abenamet  | contralto     | Adelaide Mazzanti              | Benedetta Pisaroni            |
| Ines      | mezzo-soprano | Gaetana Corini                 | Rosalinda Ferri               |
| Ali Zegri | basse         | Alberto Torri                  | Domenico Patriozzi            |

## Argument
L'action se déroule en 1480 à Grenade, capitale du royaume des Maures.
Almuzir a tué le roi de Grenade et usurpé son trône. Pour affermir sa position, il cherche à épouser la fille du roi, Zoraida, mais celle-ci aime Abenamet, chef des Abencérages. Pour se débarrasser de son rival, Almuzir le nomme à la tête de l'armée qui doit ramener l'étendard de Grenade, qu'Almuzir s'est déjà arrangé pour livrer aux Espagnols. Il peut ainsi faire arrêter son rival pour trahison lorsqu'il revient sans l'étendard. Zoraida se résout à épouser Almuzir pour sauver la vie d'Abenamet. Devinant le prix de sa liberté, ce dernier accuse Zoraida d'infidélité. Mais les deux amants sont découverts ensemble et Zoraida est convaincue d'avoir manqué à ses engagements vis-à-vis du roi. Elle va être exécutée à moins qu'un champion ne vienne la sauver. Apparaissant en chevalier masqué, Abenamet remporte le tournoi et contraint Almuzir à avouer sa perfidie. Le peuple se retourne contre l'usurpateur mais Abenamet le défend. Almuzir est si touché par la noblesse de sa conduite qu'il lui accorde la main de Zoraida.

## Discographie
| Année | Distribution (Zoraida, Abenamet, Almuzir, Almanzor)                            | Chef d'orchestre, Orchestre et chœur                                      | Label                                                        |
| ----- | ------------------------------------------------------------------------------ | ------------------------------------------------------------------------- | ------------------------------------------------------------ |
| 1999  | Majella Cullagh, Paul Austin Kelly/Diana Montague, Bruce Ford, Domenico Natoli | David Parry, Orchestre philharmonique de Londres, Chœur Geoffrey Mitchell | CD Audio : Opera Rara Réf. : ORC 17 Enregistrement en studio |

### Sources
- (en) William Ashbrook, Donizetti and his operas, Cambridge University Press, 1982  (ISBN 0-521-27663-2)
- (en) Robert J. Farr, « Gaetano DONIZETTI (1797-1848). Zoraida Di Granata », sur www.musicweb-international.com (consulté le 16 septembre 2008)
- (fr) Piotr Kaminski, Mille et un opéras, Paris, Fayard, coll. Les Indispensables de la musique, 2003  (ISBN 978-2-213-60017-8)